# Torri Veneziane
Le Torri Veneziane (in catalano: Torres Venecianes) è il nome popolare di una coppia di torri che si trova a Barcellona sull'Avinguda de la Reina Maria Cristina all'incrocio con Plaça d'Espanya.

## Descrizione
Le torri sono alte 47 metri, hanno una sezione quadrata di 7,2 metri. La sezione inferiore di ciascuna è costruita in pietra artificiale, la sezione principale in mattoni rossi e la sezione superiore è una galleria panoramica colonnata costruita in pietra artificiale e sormontata da un tetto piramidale in rame.
Le torri sono modellate sul campanile della Basilica di San Marco a Venezia ed erano state originariamente previste nel piano di espansione della città ad opera di Léon Jaussely e progettate dall'architetto Ramon Reventós. Sono state costruite nel periodo 1927-1929, nell'ambito della riqualificazione dell'area per l'Esposizione Internazionale di Barcellona del 1929. Reventós è stato coinvolto anche in una serie di altri progetti presenti nella mostra, come il Teatre Grec, il Poble Espanyol e gli edifici della funicolare di Montjuïc sulla vicina collina di Montjuïc.
Avevano una funzione ornamentale per contrassegnare l'ingresso al quartiere delle mostre, oggi conosciuto come Fira de Barcelona, e l'inizio del grande viale che porta al Palau Nacional sul Montjuïc. In origine le torri erano aperte al pubblico, che poteva salire le scale interne alle gallerie di osservazione, ma ora sono chiuse.

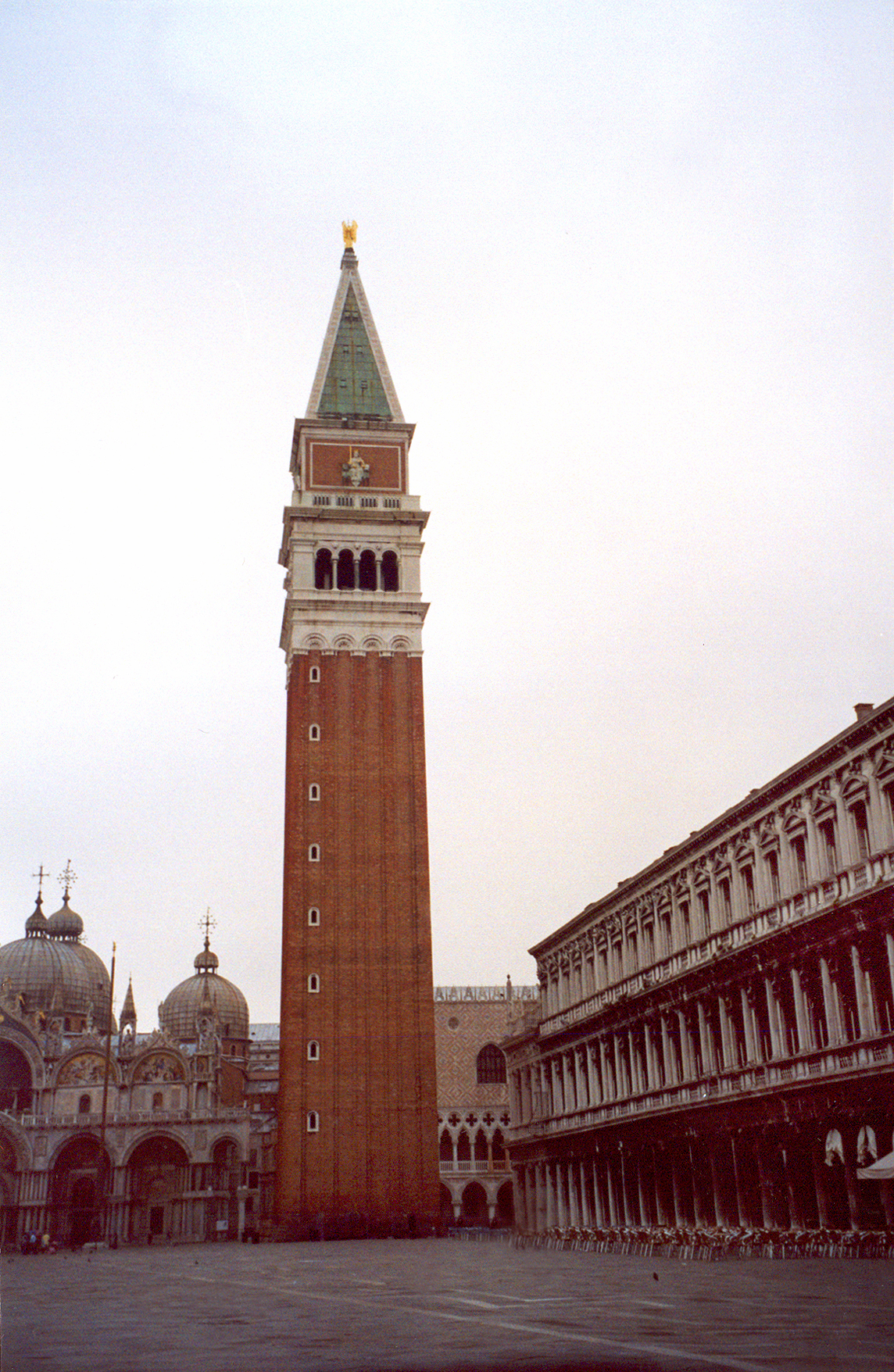
Campanile di San Marco a Venezia

Negli anni successivi, la torre occidentale ospitava le apparecchiature per il controllo dell'illuminazione della Font Màgica ma l'attrezzatura in disuso è stata rimossa durante i lavori di restauro del 2013-14.

## Restauri
Le torri sono state costruite utilizzando materiali economici, secondo lo stile noucentisme dell'epoca, anche per la loro prevista natura temporanea visto che si prevedeva di demolirle dopo la fine dell'esposizione. Successivi interventi di riparazione e restauro sono stati necessari per mantenere e migliorare le strutture.
Nel 1984-85 furono eseguiti dei lavori di manutenzione delle torri, che includevano la sostituzione dei tetti originariamente in ardesia.
Nel 2009, un'indagine ha rilevato difetti nella muratura in pietra di entrambe le torri che ha comportato il posizionamento di reti attorno alle gallerie di osservazione per catturare eventuali cadute di detriti.
Nel mese di settembre 2013, le torri sono state oggetto di ampi lavori di restauro per un costo di 472.000 euro che hanno consentito la rimozione della rete precedentemente messa in opera.